# Callicarpa lamii
Callicarpa lamii là một loài thực vật có hoa trong họ Hoa môi. Loài này được Hosok. mô tả khoa học đầu tiên năm 1934.